# Jaume Arbós i Tor
Jaume Arbós i Tor (Sant Hipòlit de Voltregà, 12 de juliol de 1824 - Barcelona, 26 d'octubre de 1882) fou un químic català que introduí a Catalunya un dels primers gasogens de fusta o carbó vegetal que es coneixen.
Arbós és conegut per ser l'inventor del gasogen d'aspiració i el procés de producció del Gas d'Arbós, que permeté la il·luminació de moltes ciutats catalanes a un preu raonable.